# Bryan Roy
Bryan Roy (ur. 12 lutego 1970 w Amsterdamie) – holenderski piłkarz, grający na pozycji napastnika.

## Kariera klubowa
Bryan Roy to wychowanek szkółki Ajaksu Amsterdam.
W pierwszym zespole zadebiutował w 1987 roku. W ciągu 6 sezonów gry w AFC Ajax zdołał zdobyć 1 mistrzostwo Holandii w 1987 roku oraz Puchar UEFA w 1992 roku. W 1993 roku Roy został sprzedany do Serie A do słabego wówczas zespołu US Foggia, w której przez 1,5 sezonu rozegrał 50 meczów i strzelił 14 bramek. Jako zawodnik Foggii pojechał z reprezentacją Holandii na Mistrzostwa Świata w 1994 do USA, gdzie zdobył 1 bramkę. Po turnieju Roy przeszedł do zespołu Premiership Nottingham Forest F.C., za rekordową wówczas dla tego klubu sumę 2.9 miliona funtów.
Pierwszy sezon Roya w Premiership był znakomity. Razem z Royem i ze Stanem Collymorem w ataku beniaminek awansował do Pucharu UEFA – pierwszy raz od czasu tragedii na Heysel. Jednak w następnym sezonie Collymore odszedł do Liverpoolu, a Roy za partnera w ataku miał mieć Włocha Andreę Silenziego. Pomimo słabego sezonu drużyny Forest awansowali do ćwierćfinału Pucharu UEFA. Następny sezon 1996–1997 dla Roya był bardzo słaby, który ciągle leczył kontuzje i grał mało a na dodatek Nottingham Forest F.C. spadło z Premiership. Więc w 1997 roku Roy za 1.5 miliona funtów przeszedł do Herthy Berlin, w której już całkowicie zawiódł. Zamiast grać, ciągle przesiadywał w gabinietach lekarskich lecząc kontuzje. W 4 sezony w Bundeslidze rozegrał 50 meczów i strzelił tylko 3 bramki.
W 2001 roku Roy powrócił do Holandii do zespołu NAC Breda, gdzie zakończył karierę.

## Kariera reprezentacyjna
W reprezentacji Holandii Roy zadebiutował 6 września 1989 roku w zremisowanym 2-2 meczu z Danią.
Oprócz wspomnianych Mistrzostw Świata w 1994 Roy grał także na Mistrzostwa Świata w 1990 we Włoszech oraz Euro 92.
Łącznie w reprezentacji Holandii rozegrał 32 mecze zdobywając 9 bramek.

## Statystyki
| Sezon   | Klub                   | Rozgrywki             | Mecze | Bramki |
| ------- | ---------------------- | --------------------- | ----- | ------ |
| 1987/88 | AFC Ajax               | Eredivisie            | 13    | 2      |
| 1988/89 | AFC Ajax               | Eredivisie            | 29    | 5      |
| 1989/90 | AFC Ajax               | Eredivisie            | 29    | 3      |
| 1990/91 | AFC Ajax               | Eredivisie            | 29    | 4      |
| 1991/92 | AFC Ajax               | Eredivisie            | 3     | 2      |
| 1992/93 | AFC Ajax               | Eredivisie            | 5     | 0      |
| 1992/93 | US Foggia              | Serie A               | 20    | 3      |
| 1993/94 | US Foggia              | Serie A               | 30    | 11     |
| 1994/95 | Nottingham Forest F.C. | Premiership           | 37    | 13     |
| 1995/96 | Nottingham Forest F.C. | Premiership           | 28    | 8      |
| 1996/97 | Nottingham Forest F.C. | Premiership           | 20    | 3      |
| 1997/98 | Hertha BSC             | Bundesliga            | 22    | 1      |
| 1998/99 | Hertha BSC             | Bundesliga            | 7     | 0      |
| 1999/00 | Hertha BSC             | Bundesliga            | 13    | 1      |
| 2000/01 | Hertha BSC             | Bundesliga            | 8     | 1      |
| 2000/01 | NAC Breda              | Eredivisie            | 14    | 2      |
|         |                        | Łącznie w Eredivisie  | 122   | 18     |
|         |                        | Łącznie w Serie A     | 50    | 14     |
|         |                        | Łącznie w Premiership | 85    | 24     |
|         |                        | Łącznie w Bundeslidze | 50    | 3      |